# Batalla del Mont Badon
La batalla del Mont Badon o Mont Badonicus va enfrontar les tropes dels britans contra els invasors anglosaxons al voltant del pas del Segle V al Segle VI. Coneguda avui en dia pel suposat lideratge del mític rei Artús davant les forces romano-britanes, diversos historiadors medievals d'Anglaterra i Gal·les van considerar la batalla com un remarcable fet militar, però al mateix temps, no hi ha cap constància entre les fonts anglosaxones. Avui en dia encara es desconeix la data, la localitat i els detalls de la batalla.